# Marianne Dahlmo
Marianne Dahlmo, po mężu Breivoll (ur. 5 lub 6 stycznia 1965 w Bodø) – norweska biegaczka narciarska, srebrna medalistka olimpijska i dwukrotna medalistka mistrzostw świata.

## Kariera
Igrzyska olimpijskie w Calgary w 1988 były jedynymi, na których startowała. Wraz z Trude Dybendahl, Marit Wold i Anne Jahren zdobyła tam srebrny medal w sztafecie 4 × 5 kilometrów. W indywidualnych startach zajęła 9. miejsce w biegu na 5 km technika klasyczną oraz 20. miejsce na dystansie 20 km techniką dowolną. Na późniejszych igrzyskach już nie startowała.
W 1987 r. zadebiutowała na mistrzostwach świata biorąc udział w mistrzostwach w Oberstdorfie. Sztafeta norweska w składzie: Marianne Dahlmo, Nina Skeime, Anne Jahren i Anette Bøe zdobyła tam srebrny medal. Jej najlepszym wynikiem indywidualnym było 5. miejsce w biegu na 10 km stylem klasycznym. Dwa lata później, podczas mistrzostw świata w Lahti w 1989 r. zajęła między innymi dwukrotnie 6. miejsce w biegach na 10 i 30 km techniką dowolną. Ponadto wspólnie z Inger Helene Nybråten, Niną Skeime i Anne Jahren zdobyła brązowy medal w sztafecie. Na mistrzostwach świata w Val di Fiemme zajęła 5. miejsce w biegu na 5 km techniką klasyczną. Startowała także na mistrzostwach świata w Falun, ale zajmowała miejsca poza czołową dziesiątką.
Najlepsze wyniki w Pucharze Świata osiągnęła w sezonie 1985/1986, kiedy to zajęła 2. miejsce w klasyfikacji generalnej. Ponadto w sezonie 1986/1987 zajęła trzecie miejsce w klasyfikacji generalnej. Łącznie 12 razy stawała na podium zawodów Pucharu Świata, w tym cztery razy zwyciężała.

## Osiągnięcia

### Igrzyska olimpijskie
| Miejsce | Dzień     | Rok  | Miejscowość | Konkurencja            | Czas biegu | Strata  | Zwyciężczyni     |
| ------- | --------- | ---- | ----------- | ---------------------- | ---------- | ------- | ---------------- |
| 9.      | 17 lutego | 1988 | Calgary     | 5 km stylem klasycznym | 15:04,0    | +26,4   | Marjo Matikainen |
| 2.      | 21 lutego | 1988 | Calgary     | Sztafeta 4 × 5 km      | 59:51,1    | +1:41,9 | ZSRR             |
| 8.      | 25 lutego | 1988 | Calgary     | 20 km stylem dowolnym  | 55:33,6    | +2:37,5 | Tamara Tichonowa |

### Mistrzostwa świata
| Miejsce | Dzień     | Rok  | Miejscowość   | Konkurencja             | Czas biegu | Strata  | Zwyciężczyni            |
| ------- | --------- | ---- | ------------- | ----------------------- | ---------- | ------- | ----------------------- |
| 5.      | 13 lutego | 1987 | Oberstdorf    | 10 km stylem klasycznym | 31:49,5    | +36,0   | Anne Jahren             |
| 10.     | 16 lutego | 1987 | Oberstdorf    | 5 km stylem klasycznym  | 14:45,7    | +35,3   | Marjo Matikainen        |
| 2.      | 18 lutego | 1987 | Oberstdorf    | Sztafeta 4 × 5 km       | 58:08,8    | +37,3   | ZSRR                    |
| 14.     | 17 lutego | 1989 | Lahti         | 10 km stylem klasycznym | 29:19.0    | +1:58,1 | Marja-Liisa Kirvesniemi |
| 6.      | 19 lutego | 1989 | Lahti         | 10 km stylem dowolnym   | 27:04,5    | +1:19,9 | Jelena Välbe            |
| 3.      | 23 lutego | 1989 | Lahti         | Sztafeta 4 × 5 km       | 54:49,8    | +1:02,5 | Finlandia               |
| 6.      | 25 lutego | 1989 | Lahti         | 30 km stylem dowolnym   | 1:29:59,7  | +1:23,3 | Jelena Välbe            |
| 5.      | 12 lutego | 1991 | Val di Fiemme | 5 km stylem klasycznym  | 14:04,2    | +34,4   | Trude Dybendahl         |
| 21.     | 19 lutego | 1993 | Falun         | 15 km stylem klasycznym | 44:49,0    | +3:45,6 | Jelena Välbe            |
| 19.     | 21 lutego | 1993 | Falun         | 5 km stylem klasycznym  | 14:07,6    | +47,3   | Larisa Łazutina         |
| 32.     | 23 lutego | 1993 | Falun         | 5+10 km pościgowy       | 40:19,0    | +2:52,4 | Stefania Belmondo       |

### Mistrzostwa świata juniorów
| Miejsce | Dzień     | Rok  | Miejscowość | Konkurencja             | Wynik   | Strata  | Zwyciężczyni      |
| ------- | --------- | ---- | ----------- | ----------------------- | ------- | ------- | ----------------- |
| 20.     | 3 lutego  | 1984 | Trondheim   | 10 km stylem klasycznym | 32:48,5 | +1:51,1 | Anfisa Romanowa   |
| 2.      | 14 lutego | 1985 | Täsch       | 10 km stylem klasycznym | 31:24,3 | +8,8    | Anna-Lena Fritzon |
| 4.      | 16 lutego | 1985 | Täsch       | Sztafeta 3 × 5 km       | 44:47,1 | +36,7   | ZSRR              |

### Puchar Świata

#### Miejsca w klasyfikacji generalnej
- sezon 1984/1985: 19.
- sezon 1985/1986: 2.
- sezon 1986/1987: 3.
- sezon 1987/1988: 7.
- sezon 1988/1989: 7.
- sezon 1989/1990: 29.
- sezon 1990/1991: 29.
- sezon 1992/1993: 25.
- sezon 1993/1994: 57.

#### Zwycięstwa w zawodach
| Nr | Dzień       | Rok  | Miejscowość | Konkurencja             | Czas biegu |
| -- | ----------- | ---- | ----------- | ----------------------- | ---------- |
| 1. | 15 lutego   | 1986 | Oberstdorf  | 20 km stylem klasycznym | ?          |
| 2. | 10 grudnia  | 1986 | Ramsau      | 10 km stylem dowolnym   | ?          |
| 3. | 13 grudnia  | 1987 | Clusaz      | 5 km stylem dowolnym    | ?          |
| 4. | 13 stycznia | 1989 | Klingenthal | 10 km stylem klasycznym | ?          |

#### Miejsca na podium
| Nr  | Dzień       | Rok  | Miejscowość | Konkurencja             | Czas biegu | Strata | Miejsce | Zwycięzca               |
| --- | ----------- | ---- | ----------- | ----------------------- | ---------- | ------ | ------- | ----------------------- |
| 1.  | 2 marca     | 1985 | Lahti       | 5 km stylem klasycznym  | ?          | ?      | 3       | Marie Risby             |
| 2.  | 13 grudnia  | 1985 | Biwabik     | 10 km stylem klasycznym | ?          | ?      | 2       | Brit Pettersen          |
| 3.  | 18 stycznia | 1986 | Nové Město  | 20 km stylem dowolnym   | ?          | ?      | 3       | Simone Opitz            |
| 4.  | 15 lutego   | 1986 | Oberstdorf  | 20 km stylem klasycznym | ?          | -      | 1       | -                       |
| 5.  | 22 lutego   | 1986 | Kawgołowo   | 10 km stylem klasycznym | ?          | ?      | 2       | Anne Jahren             |
| 6.  | 2 marca     | 1986 | Lahti       | 5 km stylem klasycznym  | ?          | ?      | 3       | Marjo Matikainen        |
| 7.  | 10 grudnia  | 1986 | Ramsau      | 10 km stylem dowolnym   | ?          | -      | 1       | -                       |
| 8.  | 20 grudnia  | 1986 | Cogne       | 20 km stylem dowolnym   | ?          | ?      | 2       | Grete Ingeborg Nykkelmo |
| 9.  | 7 marca     | 1987 | Falun       | 30 km stylem dowolnym   | ?          | ?      | 3       | Anette Bøe              |
| 10. | 13 grudnia  | 1987 | Clusaz      | 5 km stylem dowolnym    | ?          | -      | 1       | -                       |
| 11. | 13 stycznia | 1989 | Klingenthal | 10 km stylem klasycznym | ?          | -      | 1       | -                       |
| 12. | 15 stycznia | 1989 | Klingenthal | 30 km stylem dowolnym   | ?          | ?      | 3       | Alžběta Havrančíková    |